# Les Herbes folles
Les Herbes folles is een Franse dramafilm uit 2009 onder regie van Alain Resnais. Het scenario is gebaseerd op de roman L'Incident (1996) van de Franse auteur Christian Gailly.

## Verhaal
Als Marguerite Muir op een avond een winkel uitloopt, steelt een dief haar tas. Daarna leert ze Georges Palet kennen, die haar portemonnee heeft gevonden. Er ontstaat al snel een romance tussen Marguerite en Georges.

## Rolverdeling
- Sabine Azéma: Marguerite Muir
- André Dussollier: Georges Palet
- Anne Consigny: Suzanne
- Emmanuelle Devos: Josépha
- Mathieu Amalric: Bernard
- Michel Vuillermoz: Lucien
- Édouard Baer: Verteller
- Annie Cordy: Buurvrouw
- Sara Forestier: Élodie
- Nicolas Duvauchelle: Jean-Mi
- Vladimir Consigny: Marcelin Palet